# 奧里霍韋齊 (皮德沃洛奇西克區)
49°28′13″N 26°10′38″E / 49.47028°N 26.17722°E
奧里霍韋齊（烏克蘭語：Оріховець）是位於烏克蘭西部特諾皮爾州裏特諾皮爾區的村莊，始建於1581年，面積1.84平方公里，2001年人口777，人口密度每平方公里422.5人。